# Thomas Swindlehurst
Thomas Swindlehurst (ur. 21 maja 1874 w Whittington, zm. 15 marca 1959 w Liverpoolu) – brytyjski przeciągacz liny, wicemistrz olimpijski.
Swindlehurst startował na Letnich Igrzyskach Olimpijskich 1908 w Londynie. Podczas tych igrzysk sportowiec wraz z drużyną Liverpool Police Team zdobył srebro w przeciąganiu liny. Z kolegami wygrał spotkanie pierwszej rundy z drużyną amerykańską (1–0), a w półfinale zwyciężyli oni drużynę szwedzką 2–0. W finale przedstawiciele Liverpool Police Team przegrali z drużyną London Police Team 0–2.
Była to jedyna konkurencja olimpijska, w której startował Swindlehurst.